# 동주길 (인천)
동주길(Dongju-gil)은 인천광역시 미추홀구 주안동에 있는 도로로, 총 연장은 785m이다. 도로의 명칭이 유래된 것은 인주대로에서 경인로까지 주안의 동쪽을 관통하는 도로에서 따왔다.

## 역사
- 2009년 9월 17일 : 도로명으로 동주길을 고시

## 주요 경유지
- 미추홀구
  - 주안4동

## 접촉하는 도로
- 경인로 (북쪽)
- 인주대로 (남쪽)

## 주요 건물 및 시설
- 은하연립 (동주길 12·14·18, 주안동 1507)
- 태양빌라 (동주길 38, 주안동 1510)
- 우성하이츠 (동주길 56, 주안동 383-27)
- 동문베스트빌 (동주길 109-1, 주안동 412-38)

## 같이 보기
- 남주길